# Włodzimierz Cimoszewicz
Włodzimierz Cimoszewicz GCMG (Varsóvia;  13 de setembro de 1950) é um político polonês. Foi primeiro-ministro de seu país entre 7 de fevereiro de 1996 até 31 de outubro de 1997.
Foi eleito para a Sejm em 23 de Setembro de 2001 com 71819 votos em 24 no distrito de Białystok, candidato pelas listas do partido Democratic Left Alliance.
Ele também foi membro da Sejm 1989-1991 Sejm 1991-1993, Sejm 1993-1997, Sejm 1997-2001, Sejm 2001-2005, and Senadores da Polônia (2007-2011), (2011-2015).

## Condecorações
- Grã-Cruz da Ordem Nacional do Mérito de França (1997)
- Grã-Cruz da Ordem da República de Malta (2002)
- Grã-Cruz da  Ordem de São Miguel e São Jorge da Grã-Bretanha e Irlanda do Norte (2004)
- Grã-Cruz da Ordem do Mérito da Lituânia (2005)